# 棕顶尖嘴蜂鸟
棕顶尖嘴蜂鸟（学名：Chalcostigma ruficeps），是雨燕目蜂鸟科的一种鸟类。
棕顶尖嘴蜂鸟体重约3.4克，翼长约57.9毫米，嘴峰长约15.8毫米，喙宽度约2毫米，喙厚度约1.9毫米，跗蹠长约5.4毫米，尾长约42.1毫米。棕顶尖嘴蜂鸟在其分布区内为留鸟，其栖息在密集的高大树木组成的森林中，食性为草食性，主要食物来源是植物的花蜜。
棕顶尖嘴蜂鸟分布于厄瓜多尔东南部至秘鲁东部和玻利维亚西部的安第斯山脉地区。该物种是单型物种，没有亚种分化。